# Bengt Lindskog
Bengt Lindskog (* 25. Februar 1933 in Furulund; † 27. Januar 2008) war ein schwedischer Fußballspieler, er spielte auf der Position eines Stürmers. 

## Werdegang

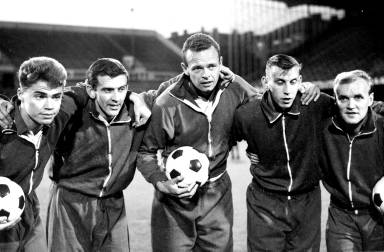
Lindskog (m.) 1964 im Kreis der Nationalmannschaftskollegen Magnusson, Martinsson, Larsson und Skoglund (v. l. n. r.)

Bengt Lindskog wechselte zur Saison 1956/57 erstmals in die italienische Serie A zu Udinese Calcio, hier spielte er zwei Spielzeiten in der Stammelf und konnte dabei 33 Tore erzielen. Zur Saison 1958/59 sicherte sich Inter Mailand die Dienste des treffsicheren Schweden. Lindskog blieb in der Folge drei Saisons in Mailand  wobei er insgesamt 32 Treffer verbuchen konnte. Zur Saison 1961/62 wechselte Lindskog dann zum Aufsteiger AC Lecco, hier konnte er jedoch nicht mehr an seine früheren Leistungen anknüpfen. Er erzielte lediglich drei Treffer, was auch ein Grund dafür war, dass Lecco am Ende der Spielzeit wieder in die Serie B abstieg.